# طب نفس الأطفال والمراهقين

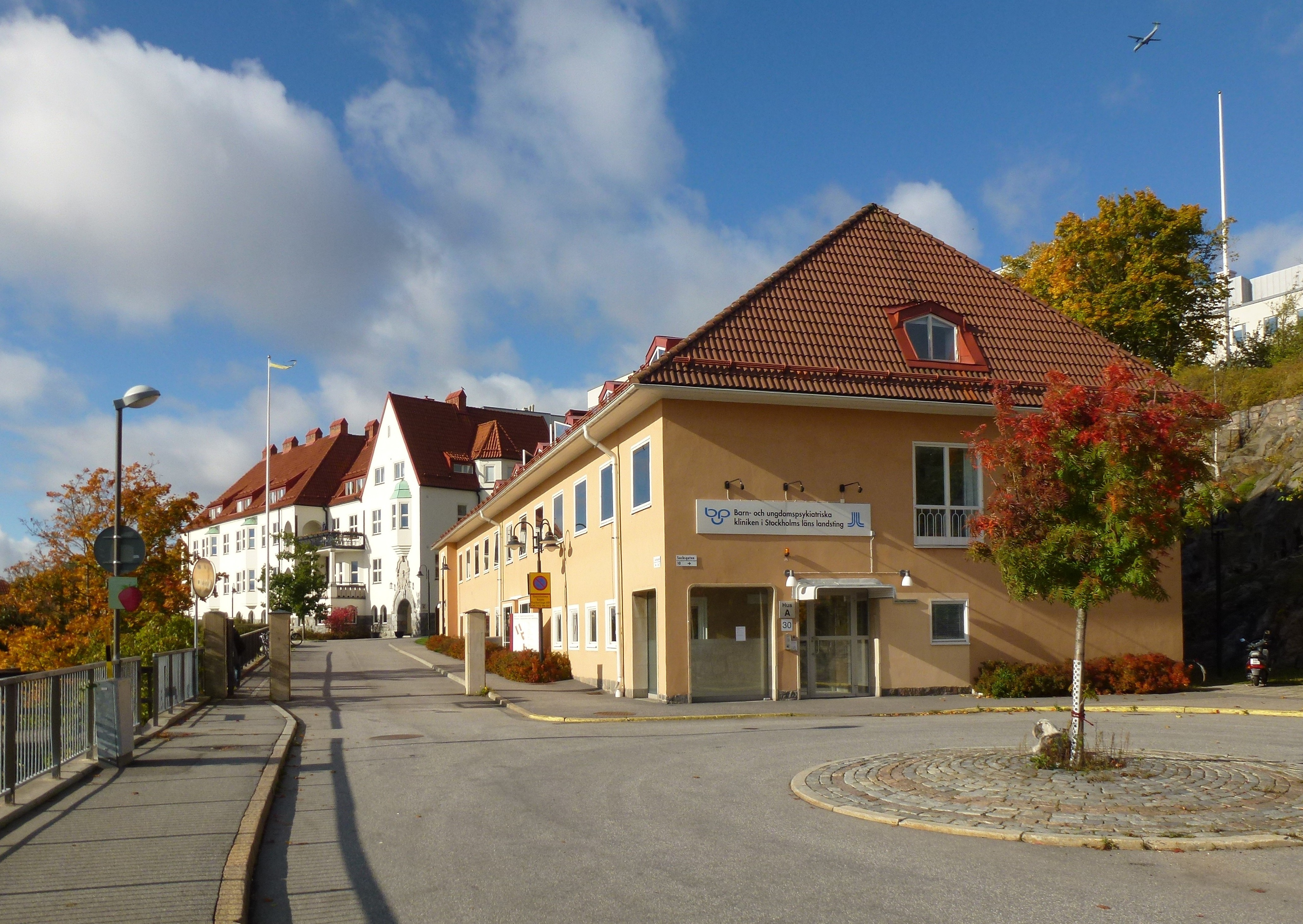

طب نفس الأطفال والمراهقين (بالإنجليزية: Child and adolescent psychiatry) فرع من الطب النفسي يُعنى بدراسة وتشخيص والعلاج والوقاية من الاضطرابات النفسية والعقلية والسلوكية عند الأطفال والمراهقين وأسرهم. ويشمل البحث في الظواهر الفينومينولوجية (بالإنجليزية: phenomenology) وهي باختصار (مجموعة المشاعر الداخلية والخبرات التي تؤثر في سلوك الإنسان لكنه لا يدركها) والعوامل البيولوجية والنفسية والاجتماعية والوراثية والديموجرافية (السكانية) والبيئية والتاريخية، إضافة إلى البحث في الاستجابة لعلاج الاضطرابات النفسية عند الأطفال والمراهقين.

## تاريخها
كان للإدراك المجتمعي لخصوصية الطفولة ومراحل تطورها المختلفة بدءا من الوليد وانتهاء بالمراهق دور هام في ظهور تخصص طب نفس الأطفال. وإن كان مصنف كرايبيلين للطب النفسي الذي نشر في عام 1883، قد أغفل الاضطرابات لدى الأطفال.[بحاجة لمصدر]
في عام 1892، أسس يوهانس ترويبر مدرسة مشهورة ومعترف بها في منطقة سوفينهو القريبة من مدينة ينا الألمانية. وكان أحد المؤسسين للمجلة العلمية "Die Kinderfehler"، وهي واحدة من المجلات العلمية الرائدة في مجال بحوث علوم تربية ونفسية الأطفال في ذلك الوقت. وقد حصل الطبيب النفسي والفيلسوف ثيودور زيهن، الذي يعد رائدا من رواد طب نفس الأطفال، على الخبرة العملية في مجاله من خلال عمله استشاريا في الاتصال النفسي liaison psychiatrist (وهو تخصص يُعنى في الغالب بتقديم العلاج النفسي للمرضى في المستشفيات الذين قد تتدهور صحتهم النفسية بسبب مرضهم العضوي) في المدرسة التي كان يديرها Trüper. وينتمي ويلهام ستروماير، وهو طبيب نفسي آخر من مدينة ينا، إلى مجموعة الآباء المؤسسين لطب نفس الأطفال في ألمانيا بكتاب صدر له عام 1910 يعتمد على خبرته كاستشاري في المدرسة نفسها.
ظهر مصطلح طب نفس الطفل باللغة الفرنسية واستخدم منذ وقت مبكر عام 1899 كعنوان فرعي لدراسة قام بها مانهايمر تحت عنوان الاضطرابات العقلية عند الأطفال. إلا أن الطبيب النفسي السويسري موريتس ترامر (1882-1963) هو على الأرجح أول من قام بتحديد معالم طب نفس الأطفال من حيث التشخيص والعلاج والتكهن بتطورات المرض وتبعاته، داخل فروع الدراسات الطبية، وذلك في عام 1933، وفي عام 1934، أسس ترامر مجلة طب نفس الطفل العلمية Zeitschrift für Kinderpsychiatrie، والتي أصبحت فيما بعد Acta Paedopsychiatria. وقد تأسس أول قسم أكاديميي لدراسة طب نفس الأطفال في العالم عام 1930 على يد ليو كانر بتوجيه من أدولف ماير بمستشفى جونز هوبكنز ببالتيمور الأمريكية. كان د.ليو كانر أول طبيب عُرف كطبيب نفسي متخصص في الأطفال في الولايات المتحدة. ويرجع الفضل إلى كتابه طب نفس الطفولة (1935) في تقديم هذا التخصص للمجتمع الأكاديمي. كما كان أول استخدام لمصطلح «طب نفس الأطفال» في اللغة الإنجليزية عندما نشر ليو كانر كتابه تحت هذا العنوان في الولايات المتحدة عام 1935. ظهرت الدراسة الأكاديمية في طب نفس الأطفال أول ما ظهرت في الولايات المتحدة في جامعة جونز هوبكنز. وقد جاءت دعوة مؤسسها ليو كانر، وهو طبيب في الدراسات العليا في جامعة برلين، إلى جامعة جونز هوبكنز عام 1928 من قبل أدلوف ماير. بعد ثماني سنوات، قدم كانر أول مادة اختيارية في هذا الموضوع هنا. لكنه ليس قبل 1960s حين أعطيت أول منحة للمعاهد الوطنية للصحة لدراسة طب نفس الأطفال. وقد ذهبت إلى ليون آيسنبرج، واحد من طلاب كانر، والمدير الثاني للقسم.
بدأ أيضا استخدام الأدوية في علاج الأطفال في الثلاثينات، عندما فتح تشارلز برادلي وحدة لعلاج الأمراض العصبية والنفسية، وكان أول من استخدم الأمفيتامين لعلاج الأطفال ذوي النشاط المفرط أو الذين يعانون من تلف في المخ.
بدأت الاقسام الأكاديمية لدراسة طب نفس الأطفال في التطور، خاصة في الولايات المتحدة، في الثلاثينات. وأُنشئت أول عيادة للعلاج النفسى للأطفال عام 1930 في مستشفى جونز هوبكنز ببالتيمور، وبرئاسة كانر. وفي عام 1933، افتتح مستشفى مودسلي في لندن قسما للأطفال تحت رعاية ميلدريد كريك، وبدأ البحث في مجال طب نفس الطفل في الازدياد. وبشكل عام، حدثت تطورات مبكرة ممامثلة بلدان أخرى كثيرة. في الولايات المتحدة، أُنشئ طب نفس الأطفال والمراهقين كتخصص طبي معترف به بين التخصصات الطبية في عام 1953 بتأسيس الأكاديمية الأمريكية لطب نفسي الطفل، ولكنها لم تنشأ بوصفها هيئة طبية مشروعة حتى عام 1959.
تحقق عصر الازدهار منذ الثمانينات، ويرجع ذلك بشكل كبير إلى الإسهامات التي قدمت في فترة السبعينات، والتي شهد طب نفس الأطفال خلالها تطورا رئيسيا نتيجة لعمل مايكل راتر Michael Rutter. وجه أول مسح شامل للسكان من سن 9 إلى 11 من العمر، والذي أجرى في لندن وجزيرة وايت، وظهر في عام 1970، أسئلة لا تزال ذات أهمية في طب نفس الأطفال، على سبيل المثال، معدلات الاضطرابات النفسية، ودور التنمية الفكرية والضعف البدني، والاهتمام الموجهة بشكل خاص للتأثيرات الاجتماعية المحتملة على قدرة الأطفال على التكيف. وقد كان هذا العمل مؤثرا، وخصوصا أن الباحثين أثبتوا بأبحاثهم اللاحقة لإعادة تقيم مجموعة الأطفال ذاتها استمرارية نوعية للأمراض النفسية على مر الزمن، واستمرارية تأثير العوامل الاجتماعية والسياقية في الصحة العقلية للأطفال. أشارت هذه الدراسات إلى شيوع ضعف التركيز المصاحب للنشاط الزائد attention deficit hyperactivity disorder (منخفض نسبيا بالمقارنة مع الولايات المتحدة)، وحددت بداية وشيوع حالات الاكتئاب في منتصف مرحلة المراهقة، واستكشفت العلاقة بين الاضطرابات الذهنية المختلفة والإنجاز الدراسي.
بالتوازي مع الدراسات السابقة، كان العمل قائما على دراسة مرض التوحد والذي أدى بدوره إلى النجاح في التشخيص السليم للمرض عند عدد كبير من الأطفال في السنوات اللاحقة. وعلى الرغم من أن الاهتمام في 1960 و1970 كان منصبا على تصنيف الاضطرابات النفسية في مرحلة الطفولة، إضافة إلى تقديم وصف محدد لعدد من القضايا مثل التمييز بين الاضطرابات العصبية والسلوك، إلا أن تسمية الأمراض لم تكن متوازية مع المعرفة الإكلينيكية المتنامية. قيل إن هذا الوضع قد تغير في أواخر 1970 مع تطوير نظام الDSM-III المعنى بتصنيف الاضطرابات العقلية والنفسية، على الرغم من أن الأبحاث قد أثبتت أن هذا النظام لديه عيوبا فيما يتعلق بالدقة والثقة. ومنذ ذلك الحين، تم تصويب بعض التحليلات المشكوك فيها عن الاضطرابات النفسية في «الطفولة» و«الكبار» في نظم التصنيفات اللاحقة DSM-IVو DSM-IVR، مع الأخذ في الاعتبار أن كثير من الاضطرابات النفسية التي لا يتم تشخيصها حتى سن البلوغ، قد تكون موجودة في مرحلة الطفولة أو المراهقة (DSM-IV).

## الممارسة الإكلينيكية

### التقييم
يبدأالتقييم النفسي للطفل أو المراهق بمعرفة تاريخه النفسى من خلال مقابلة الشاب ووالديه أو المسؤول عن رعايته. يتضمن التقييم استكشافا تفصيليا للمخاوف الحالية التي تتعلق بمشاكل الطفل العاطفية أو السلوكية، ونموه وصحته البدنية، وتاريخ وطبيعة علاقته بوالديه (بما في ذلك أي إشارة إلى احتمال وجود إهمال أو سوء في المعاملة)، والعلاقات الأسرية وتاريخ الصحة العقلية للوالدين. ويفضل الحصول على معلومات من مصادر متعددة (على سبيل المثال كلا الوالدين، أو أحد الوالدين أوالجد) حيث قد يعطى الرواة بيانات وتفسيرات مختلفة لمشاكل الطفل. وفي العادة يتم الحصول على معلومات تكميلية من مدرسة الطفل تتعلق بالأداء الأكاديمي، والعلاقات مع الرفاق، والسلوك في البيئة المدرسية.
ويشمل التقييم النفسي دائما فحصا للحالة العقلية للطفل أو المراهق والذي يشتمل على الملاحظة الدقيقة للسلوك والحصول على بيانات مباشرة تتعلق بتجارب الشاب الذاتية. ويشمل التقييم أيضا ملاحظة التفاعلات داخل الأسرة، وخاصة التفاعلات بين الطفل والديه.
و قد يستكمل التقييم عن طريق استخدام مقاييس لتقيم وقياس السلوك أو العرض مثل CBCL أو BASC، كونورز connors (الذي يستخدم في تشخيص ضعف التركيز المصاحب للنشاط الزائد)، MACI، وSDQ. وتحقق هذه المقاييس درجة من الموضوعية والثبات عند التقييم الإكلينيكى. قد يستخدم الطبيب النفسى اختبارات نفسية أكثر تخصصا، على سبيل المثال استخدام اختبار شسلر لقياس الذكاء عند الأطفال، للكشف عن القصور الفكري أو أية مشاكل إدراكية أخرى يمكن أن تساهم في الصعوبات التي يواجهها الطفل.

### التشخيص والصياغة
يستند الطبيب النفسي للطفل والمراهق في تشخيصه على نمط السلوك والأعراض الانفعالية، وذلك باستخدام مجموعة موحدة من المعايير التشخيصية مثل الدليل التشخيصي والإحصائي (DSM-IV-TR) الطبعة الرابعة، أو التصنيف الدولي للأمراض (ICD-10). بالرغم من شيوع استخدام الدليل التشخيصى والإحصائي (DSM) إلا أنه قد لا يأخذ في الاعتبار بالقدر الكافي العوامل الاجتماعية والثقافية والعوامل السياقية الأخرى. ومن هنا جاء الاقتراح القائل بأن صياغة تشخيصات إكلينيكة فردية سيكون أكثر فائدة. صياغة الحالة هي المزاولة الطبية الموحدة بين أطباءالأطفال والمراهقين النفسيين، ويمكن تعريفها على أنها عملية دمج وتلخيص جميع العوامل ذات الصلة بتطور مشكلة المريض، وتتضمن الأبعاد البيولوجية والنفسية والثقافية (النموذج البيولوجي النفسي الاحتماعي). وقد تم التشكيك في قابلية استخدام وتطبيق الدليل التشخيصي والإحصائي (DSM) لتقييم الأطفال الصغار جدا، السبب وفقا لهذا الرأي أن الأطفال الصغار جدا يتتطورن بسرعة كبيرة يصعب وصفها على نحو كاف عن طريق تشخيص محدد، إضافة إلى أن التشخيص الذي يحدد المشكلة على أنها داخل الطفل يهمل علاقة الطفل بأبويه وهي أولى بالعناية عند التقييم.
بعد ذلك، يقوم الطبيب النفسي بوضع خطة العلاج التي تأخذ في الحسبان جميع المكونات ويناقش المقترحات مع الطفل أو المراهق وأسرته.

### المُعالَجَة
عادة ما تتضمن المعاجة واحدا أوأكثر من العناصر التالية: العلاج السلوكي، العلاج الإدراكي السلوكي، علاجات حل المشكلة، علاج الأحداث النفسية، برامج تدريب الآباء، العلاج الأسري، مع /أو باستخدام الدواء. يمكن أن تشمل المعالجة أيضا التشاور مع أطباء الأطفال، وأطباء الرعاية الصحية الأولية، أو المتخصصين في المدارس، ومحاكم الأحداث، والهيئات الاجتماعية أو غيرها من منظمات المجتمع المدني.

## التدريب
يتطلب التدريب في تخصص طب نفس الأطفال والمراهقين 4 سنوات دراسية في كلية الطب، وما لا يقل عن 3 سنوات من التدريب أو ما يسمى «بالإقامة المعتمدة» في الطب، وعلم الأعصاب والطب النفسي العام مع البالغين، وسنتان من التدريب المتخصص مع الأطفال والمراهقين وأسرهم في واحد من برامج «الإقامة المعتمدة» في طب نفس الأطفال والمراهقين، المعترف بها.

### الشهادات والتعليم المستمر
في الولايات المتحدة، بعد إتمام مرحلة طبيب الأطفال والمراهقين النفسي المقيم، وهي مرحلة من مراحل تدريب الأطباء الخريجيين، وبعد اجتياز امتحان الطب النفسي العام والحصول على شهادته بنجاح، وهي الشهادة التي يقدمها المجلس الأميركي للطب النفسي والأعصاب (ABPN)، يصبح الطبيب النفسي للأطفال والمراهقين مؤهلا لإجراء امتحان شهادة إضافية في التخصصات الفرعية لطب نفس الأطفال والمراهقين. على الرغم من أن امتحانات المجلس الأمريكي للطب النفسي والأعصاب ABPN ليست شرطا للممارسة، فهي تمثل ضمانا مستقبليا أن الطبيب النفسي للأطفال والمراهقين بحصوله على هذه الشهادات يكون متوقعا منه تشخيص وعلاج الأمراض النفسية في جميع الظروف وللمرضى في أي مرحلة عمرية بكفاءة.

### نقص في الأطباء النفسيين للأطفال والمراهقين
الطلب على الأطباء النفسيين المتخصصين في الأطفال والمراهقين لا يزال يفوق بكثير عددهم الحالي في جميع أنحاء العالم. كما أن هناك سوء توزيع شديد لهؤلاء الأطباء، وخاصة في المناطق الريفية والمناطق الحضرية الفقيرة، حيث يصعب الوصول بدرجة كبيرة. حاليا لا يوجد سوى ما يقرب من 6500 طبيب نفسي للأطفال والمراهقين ممارس في الولايات المتحدة. وكان تقرير مكتب الولايات المتحدة للمهن الصحية (2000) قد أظهر الحاجة في عام 2020 إلى 12,624 طبيب في هذا التخصص، مشيرا إلى أن العدد الذي يمكن توفيره هو 8,312 فقط. قدر مركز الخدمات الصحة العقلية في تقريره لعام 1998، أن 9-13% من مَن تتراوح أعمارهم بين 9 -- 17 عاما يعانون من اضطرابات عاطفية خطيرة، وأن 5-9% لديهم اعاقات وظيفية حادة. ومع ذلك، في عام 1999، حسبما ذكر الجراح العام أن «هناك ندرة في الأطباء النفسيين للأطفال.» تلقى 20% فقط من الأطفال والمراهقين المضطربين عاطفيا علاجا نفسيا، وهي نسبة ضئيلة. وعلاوة على ذلك، أظهر تقرير مكتب الولايات المتحدة للمهن الصحية أن الطلب على خدمات الأطباء النفسيين للأطفال والمراهقين سيزداد بنسبة 100% بين عامي 1995 و2020.

### اعتبارات التقاء الثقافات
ساهم النمو المطرد في الهجرة إلى المناطق والبلدان ذات الدخل المرتفع في الاهتمام ونمو الحاجة إلى طب نفسي متخصص في الثقافات المتلاقية. حيث يتعين على أسر المهاجريين الذين قد يعانق أطفالهم من أمراض نفسية، فهم ما يصيب أطفالهم من خلل نفسي في الوقت نفسه الذي يختبرون فيه نظاما صحيا مختلفا تماما عما عرفوه في بلادهم.

## الانتقادات
في العادة ما يشير المنتقدون للطب النفسي إلى أن تشخيص الأمراض النفسية يفتقر إلى «الموضوعية»، خاصة عند مقارنته مع التشخيص في التخصصات الطبية الأخرى. بالرغم من تلك الانتقادات، فعند الأخذ بمقياس inter - rater reliability أو مقياس درجة الاتفاق بين الأطباء النفسيين للاضطرابات النفسية الكبرى، وهو عنصر هام في تحقيق الموضوعية، سنجد أن التشخيص النفسي يكون على قدم المساواة مع التشخيص في التخصصات الطبية الأخرى. ومع ذلك، في الطب النفسي وكما هو الحال في كل أنواع الطب العام، هناك عنصر من الذاتية غير قابل للاختزال. وهو الجزء المتعلق بفنية التطبيق في مجال الممارسة الطبية والنفسية (Pies 2007).
تعرض استخدام النماذج التقليدية لتشخيص المرض والعجز في طب نفس الأطفال إلى انتقادات، كما في النموذج الطبي الذي يفسر أو يصور مشاكل التكيف كحالة مرضية داخلية. حيث يقول النقاد إن هذه النماذج المعيارية تنظر إلى المشاكل السلوكية على أنها تمثل خللا في الطفل أو الشاب. ويشيرون في هذا الصدد إلى أن دور المؤثرات البيئية على السلوك أصبحت مهملة على نحو متزايد، مما أدى إلى انخفاض شعبية استخدام، على سبيل المثال، العلاج الأسري. هناك انتقادات للمنهج النموذجي الطبي موجهة من داخل وخارج مهنة الطب النفسي: فهو يهمل دور الأسرة، والبيئة، والتأثيرات الثقافية، ويقلل من أهمية المعنى النفسي للسلوك والأعراض، ويعزز وجهة نظر أن المريض غير قادر وبحاجة إلى علاج ورعاية، وهو يقوض بالتالي الشعور بالمسؤولية الشخصية عن السلوك والتصرف، كما أنه يعزز مفهوما معياريا آخر يقوم على أساس التكيف مع معايير المجتمع (يجب على الشخص المريض التكيف مع المجتمع)، كما يقوم على أسس هشة من الاعتماد على نظام تصنيفي أظهر مشاكل في الصدق والثبات (بروز Boorse, 1976، جينسن Jensen 2003، سادلر وآخرون Sadler et al 1994، تيميمي Timimi 2006).